# 奧地利的吉塞拉
吉赛拉·路易丝·瑪麗（英語：Gisela Louise Marie，1856年7月12日—1932年7月27日）為奧地利女大公。其丈夫為巴伐利亚国王路德维希一世之孙巴伐利亞的利奧波德。
吉赛拉之父亲為奥地利皇帝弗朗茨·约瑟夫一世，母亲為奥地利皇后伊丽莎白。她由祖母苏菲公主抚养长大，與弟弟魯道夫感情特别好。1873年，时年十六岁的她与时年27岁的巴伐利亚的利奥波德结婚，生下四位孩子。